# Turki ibn Saïd
Turkí o Torki ibn Saïd al-Busaïdí (àrab: تركي بن سعيد البوسعيدي, Turkī b. Saʿīd al-Būsaʿīdī; balutxi: ترکی بن سعید) (1832-4 de juny de 1888) va ser sultà de Masqat i Oman del 30 de gener de 1871 al 4 de juny de 1888. Era el cinquè de Saïd ibn Sultan. Va accedir al tron després de la seva victòria sobre l'imam Azzan ibn Qais a la batalla de Dhank l'octubre de 1870. A la mort de Turki, el va succeir el seu segon fill, Faisal ibn Turki.

## Biografia
Turki ibn Saïd va ser governador de Suhar de 1854 a 1868 i de Gwadar de 1868 a 1871.
Després de la mort del seu pare Said ibn Sultan (1804-1856), Turki havia impugnat el govern d'Oman pel seu germà Thuwayni ibn Saïd (1856-1866). Quan el seu germà va morir Azzan ibn Qais va prendre el poder del sultanat i Turki s'hi va oposar. El 1870, amb l'ajuda dels xeics dubaitians d'Ajman i Ras al-Khaimah, i el suport financer de Zanzíbar, va aconseguir derrotar Azzan ibn Qais (1868-1870) al Uadi Dhank prop d'Ibri.
A partir d'aquell moment va poder assumir el control de Masqat i Oman. El seu regnat va estar marcat per la decadència econòmica del país i les rivalitats entre els principals grups tribals hinawi i ghafiri. A més, va haver de seguir contenint els seguidors d'Azzan ibn Qais. Amb tota aquest situació, només va poder mantenir-se al poder amb el suport dels britànics.
El 14 d'abril de 1873 va signar un tractat amb els britànics en el qual es va comprometre a tancar tots els mercats públics d'esclaus, protegir els esclaus alliberats i a que, a partir de llavors, totes les persones que entressin als seus dominis haurien de ser lliures.
Va morir al seu palau de Masqat el 1888 i el va succeir el seu fill Faisal ibn Turki (1888–1913).

## Descencència
Turki ibn Saïd va tenir cinc fills:
1. Saïd Muhammad ibn Turki al-Saïd (1860–?)
2. Saïd Faisal ibn Turki al-Saïd (1864–1913)
3. Saïd Fahad ibn Turki al-Saïd (?-1894)
4. Saïda Turkia ibnt Turki al-Saïd que es va casar amb un cosí, el sultà de Zanzíbar Hamad ibn Thuwaini al-Saïd
5. Saïda (nom desconegut) ibnt Turki al-Saïd, que es va casar amb Talal ibn Abdullah al-Rashid, emir de Jabal Xammar.

## Honors
- Orde de l'Estrella de l'Índia (atorgat l'1 de gener de 1886)[1]